# Eurotopics

Logo de Eurotopics.

Eurotopics (euro|topics) est une revue de presse européenne publiée par l'Agence fédérale pour la formation civique allemande (bpb, Bundeszentrale für politische Bildung). 
La plate-forme en ligne reflète la diversité d’opinions, d’idées et d’impressions en Europe, et retrace les grands débats politiques, économiques et sociaux qui animent le continent. L’objectif est de contribuer à l’élaboration de l’opinion publique européenne. En 2009, euro|topics a été nommé au Grimme Online Award, dans la catégorie Information.

## Présentation
La revue de presse quotidienne repose sur un réseau de correspondants dans toute l’Europe, sélectionnant des articles d’opinion issus de 32 pays (UE, plus Royaume-Uni, Suisse, Turquie, Ukraine et Russie). Elle est publiée gratuitement sur Internet, et sous forme de newsletter en allemand, anglais, français, russe et turc.
Depuis mai 2008, la revue de presse est effectuée par le Réseau pour l’information sur l’Europe de l’Est (n-ost), basée à Berlin ; de fin 2005 à avril 2008, elle était assurée par Perlentaucher Medien GmbH (Berlin), en collaboration avec Courrier international (Paris).